# Ariana Williams
Ariana Williams (Riverside, 22 settembre 1992) è una pallavolista statunitense.
Gioca nel ruolo di centrale nel Calais.

## Biografia
Figlia di Deborah Newell, nasce a Riverside, in California. Nel 2010 si diploma alla Riverside Polytechnic High School e in seguito studia giornalismo alla University of Oregon.

## Carriera

### Club
La carriera pallavolistica di Ariana Williams inizia nei tornei scolastici statunitensi, giocando nella squadra della Riverside Polytechnic HS. In seguito entra a far parte della squadra di pallavolo femminile della Oregon, con la quale partecipa alla Division I NCAA dal 2010 al 2013, raggiungendo la finale nazionale nell'edizione 2012, quando viene anche inserita nell'Omaha Regional All-Tournament Team.
Nella stagione 2014-15 firma il suo primo contratto professionistico, approdando nella Ligue A francese, dove difende i colori dello Hainaut di Valenciennes, mentre nella stagione seguente gioca nella serie cadetta francese col Sens, dove resta per tre annate.
Nel campionato 2018-19 firma per il Calais, sempre in divisione cadetta.

## Palmarès

### Premi individuali
- 2012 - NCAA Division I: Omaha Regional All-Tournament Team